# Rudy De Bie
Rudy De Bie (né le 7 octobre 1955 à Putte) est un coureur cycliste belge, spécialisé en cyclo-cross et VTT. Au cours de sa carrière de coureur, il remporte notamment le premier Trophée Gazet van Antwerpen, en 1988. Il est coach fédéral des équipes de Belgique de cyclo-cross et de VTT depuis 2002, à l'exception des équipes de jeunes en VTT, confiées à Filip Meirhaeghe en 2009. Il a succédé à Eric De Vlaeminck, dont il était l'adjoint, après l'éviction de celui-ci. Ses frères Danny et Eddy (nl) ont également été cyclistes professionnels. Danny De Bie est directeur sportif de l'équipe de cyclo-cross Telenet-Fidea.

## Palmarès
- 1986-1987
  - Cyclo-cross de Zillebeke
- 1987-1988
  - Trophée Gazet van Antwerpen